# ラハッ駅
ラハッ駅（ラハッえき、マレー語：Lahat Railway Station）は、マレーシアのペラ州ラハッにある、マレー鉄道ウエスト・コースト線の駅である。

## 概要
旅客列車は停車しない。

## 歴史
- 1893年10月17日 - イポー～バトゥ・ガジャ間の開業。

## 駅構造
単式ホーム1面1線をもつ地上駅である。駅舎は東側にあり、下りホームに面している。上りホームはない。